# Alexander Wraith

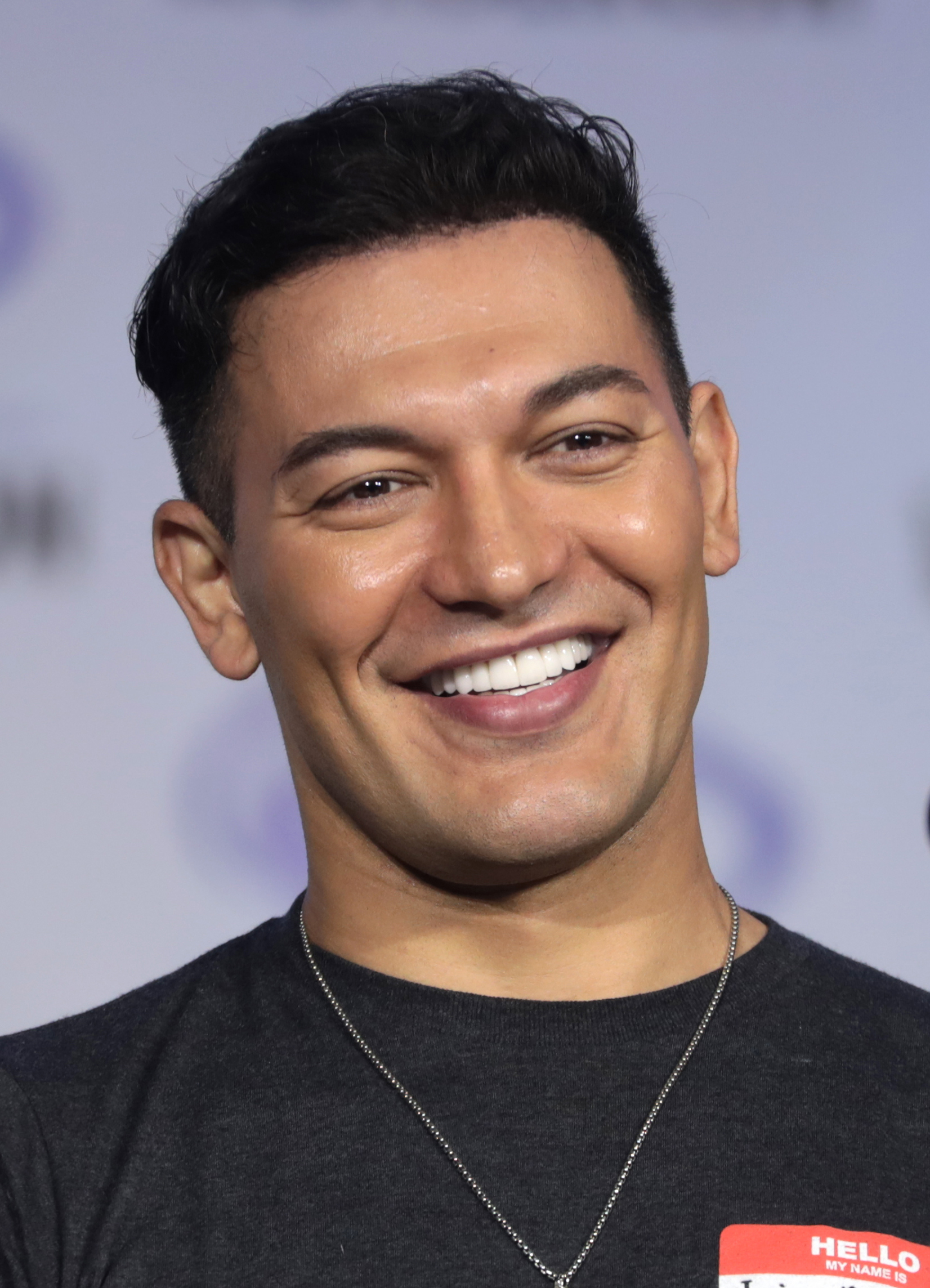
Alexander Wraith bei der WonderCon (2022)

Alexander Wraith (* 29. Juni 1984 in Englewood, New Jersey) ist ein US-amerikanischer Schauspieler.

## Leben und Karriere
Alexander Wraith stammt aus Englewood im US-Bundesstaat New Jersey. Seine erste Rolle vor der Kamera übernahm er im Alter von zehn Jahren bei einem Werbespot für das Eishockey-Team der New Jersey Devils. Bereits seit seinem achten Lebensjahr war Wraith im Kampfsport aktiv und betrieb neben Kickboxen unter anderem auch Jiu Jitsu und Taekwondo. In letztgenannter Disziplin gewann er 2008 die Goldmedaille bei den AAU Junior Olympic Games. Bis heute fließt der Kampfsport regelmäßig in seine Schauspielrollen ein. Wraith ist Absolvent der Columbia University.
2002 war er im Fernsehfilm Monday Night Mayhem erstmals vor der Kamera zu sehen. Es folgten jeweils kleine Rollen in den Filmen Kinsey – Die Wahrheit über Sex und Hitch – Der Date Doktor. 2010 war er in kleinen Rollen in den Filmen Wall Street: Geld schläft nicht und Sex and the City 2 zu sehen. 2012 trat er als Sam im Thriller Savages auf. Während der Dreharbeiten kam es zu einem Unfall, bei dem ein Van der Filmcrew in Kalifornien in eine Schlucht stürzte. Von den 15 Insassen wurden insgesamt sechs Menschen verletzt, darunter Wraith, der sich die Schulter auskugelte. Unter den Beteiligten des Unfalls waren auch die Darsteller Jake McLaughlin und Anthony Cutolo. Nach Savages trat Wraith in den Serien Grey’s Anatomy, Navy CIS, Eye Candy und Graceland auf. 2014 spielte er eine kleine Rolle im Actionfilm 96 Hours – Taken 3. Von 2014 bis 2018 trat Wraith wiederkehrend als Vasily Reznikov in der Serie Orange Is the New Black auf. 2016 war er als Agent Anderson in einer Nebenrolle in der dritten Staffel der Serie Marvel’s Agents of S.H.I.E.L.D. zu sehen. 2019 trat er als Aleki in der Serie Hawaii Five-0 auf. Gastrollen übernahm er in den Serien Navy CIS: L.A., Westworld, Snowfall und The Mandalorian.
Neben seiner Tätigkeit als Schauspieler, schreibt er auch Drehbücher für Filme und führt zu diesen eigenhändig die Regie. Er ist mit gemessenen 122,3 km/h Inhaber des Weltrekords der schnellsten Trittgeschwindigkeit.

## Privates
2018 wurden er und seine Freundin, die Schauspielerin Francesca Eastwood, Eltern eines Sohnes.

## Filmografie (Auswahl)
- 2002: Monday Night Mayhem (Fernsehfilm)
- 2004: Kinsey – Die Wahrheit über Sex (Kinsey)
- 2005: Hitch – Der Date Doktor (Hitch)
- 2005: Ein Winter in Michigan (Winter Passing)
- 2008: Lady Magdalene’s
- 2008: Chinaman’s Chance: America’s Other Slaves
- 2009: Royal Kill
- 2010: The Imperialists Are Still Alive!
- 2010: Wall Street: Geld schläft nicht (Wall Street: Money Never Sleeps)
- 2010: Sex and the City 2
- 2010: Good Sharma
- 2011: Law & Order: Special Victims Unit (Fernsehserie, Episode 12x22)
- 2011: Tied to a Chair
- 2012: Greystone Par
- 2012: Savages
- 2013: Grey’s Anatomy (Fernsehserie, Episode 10x01)
- 2013: Navy CIS (NCIS, Fernsehserie, Episode 11x04)
- 2013–2015: Graceland (Fernsehserie, zwei Episoden)
- 2014: U-neun nam-ja
- 2014: 96 Hours – Taken 3 (Taken 3)
- 2014–2018: Orange Is the New Black (Fernsehserie, sechs Episoden)
- 2015: Eye Candy (Fernsehserie, zwei Episoden)
- 2016: Paranormal Activity Security Squad
- 2016: Navy CIS: L.A. (NCSI: Los Angeles, Fernsehserie, Episode 8x01)
- 2016: Westworld (Fernsehserie, Episode 1x06)
- 2016: Marvels Agents of S.H.I.E.L.D. (Fernsehserie, sechs Episoden)
- 2017: Sun Dogs
- 2017: Snowfall (Fernsehserie, eine Episode)
- 2018: Fury of the Fist and the Golden Fleece
- 2019: Hawaii Five-0 (Fernsehserie, vier Episoden)
- 2020: The Mandalorian (Fernsehserie, Episode 2x03)
- 2021: The Gateway – Im Griff des Kartells (The Gateway)
- 2022: Naomi (Fernsehserie, 13 Episoden)